# 위단 (후한)
위단(韋端, ? ~ ?)은 후한 말기의 관료로, 자는 휴보(休甫) 또는 보휴(甫休)이며 경조윤 두릉현(杜陵縣) 사람이다.

## 행적
상계연(上計掾)을 지냈고, 동향 김상·제오순(第五巡)과 함께 명성을 떨쳐, 경조삼휴(京兆三休)라고 불렸다.
건안 초기, 나라의 기강이 흐트러져 천하가 어지러웠다. 양주목 위단은 사례교위 종요와 함께 삼보(三輔)의 도적들을 화해시켰다. 이후 조정의 부름을 받아 태복으로 승진하였다.
아들 위강·위탄 또한 인정을 받아 관직에 나아갔다.

## 출전
- 진수 《삼국지》 권7 여포장홍전·권10 순욱순유가후전·권36 관장마황조전 배송지주(裴松之注)

| 전임 한융 | 후한의 태복 (건안 연간) | 후임 국연 |